# Чылдыр (эялет)
Эялет Чылдыр (осман. ایالت چلدر; Eyālet-i Çıldır) или пашалык Чылдыр, известный также как эялет Самцхе, был эялетом Османской империи в юго-западной части Кавказа. В настоящее время территория бывшего эялета Чылдыр разделена между краем Самцхе-Джавахети и Автономной Республикой Аджария (субъектами Грузии), турецкими провинциями (илами) Артвин, Ардаган и Эрзурум. Административным центром эялета были попеременно Чылдыр (1578—1628), Ахыска (1628—1829) и Олту (1829—1845).

## История
Самцхе был единственным регионом Грузии, который вошел в состав Османской империи (как эялет Чылдыр). После битвы при Сохоисте регион ещё в течение 80 лет постепенно становился частью империи.
Ахалцихе был отвоеван турками у Гурийского княжества, вассального государства Сефевидской державы. В 1578 году, когда был основан эялет, бывший грузинский князь, Манучар II Джакели (взявший имя Мустафа после обращения в ислам) был назначен его пашой. С 1625 года пашалык стал наследственным владением атабегов Самцхе — перешедших в ислам князей грузинского рода Джакели, которые, с некоторыми оговорками, правили им до самой ликвидации эялета в 1845 году.
В течение русско-турецкой войны (1828—1829) российскими войсками была захвачена большая часть территории эялета. По Адрианопольскому мирному договору России была передана бо́льшая часть эялета, в том числе его столица, Ахыска, которая стала центром Ахалцихского уезда. Столица пашалыка была перенесена в Олту. В 1829 году прибрежная часть пашалыка вошла в состав эялета Трабзон.
В 1845 году эялет Чылдыр прекратил свое существование. Его оставшиеся территории вошли в состав эялета Карс.

## Административное деление
Санджаки эялета в XVII веке:
- Санджак Олты
- Санджак Хартуш (Харбус)
- Санджак Ардинж
- Санджак Хаджрек
- Санджак Махджил
- Санджак Ардахан-ы Бюйюк (Большой Ардахан);
- Санджак Посткху
- Санджак Аджара
- Санджак Ижарех Пэнбек
- Санджак Пертекрек

Наследственные санджаки:
- Санджак Ливане
- Санджак Нысф-ы Ливане
- Санджак Шавшад
- Санджак Чылдыр (санджак паши)